# François Clerc
Para el primer actor pagado de la historia, ver: Jean-François Clerc.
François Clerc (Bourg-en-Bresse, Francia, 18 de abril de 1983) es un exfutbolista francés que jugaba de defensa.

## Selección nacional
Fue internacional con la selección de fútbol de Francia en 13 ocasiones.

### Participaciones internacionales
| Torneo                  | Sede            | Resultado    |
| ----------------------- | --------------- | ------------ |
| Eurocopa Sub-21 de 2006 | Portugal        | Semifinal    |
| Eurocopa 2008           | Austria · Suiza | Primera fase |

## Clubes
| Club                | País    | Año       |
| ------------------- | ------- | --------- |
| Toulouse F. C.      | Francia | 2004-2005 |
| Olympique de Lyon   | Francia | 2005-2010 |
| O. G. C. Niza       | Francia | 2010-2012 |
| A. S. Saint-Étienne | Francia | 2012-2016 |
| Gazélec Ajaccio     | Francia | 2016-2018 |

## Palmarés

### Títulos nacionales
| Título               | Club                | País    | Año  |
| -------------------- | ------------------- | ------- | ---- |
| Ligue 1              | Olympique de Lyon   | Francia | 2006 |
| Supercopa de Francia | Olympique de Lyon   | Francia | 2006 |
| Ligue 1              | Olympique de Lyon   | Francia | 2007 |
| Supercopa de Francia | Olympique de Lyon   | Francia | 2007 |
| Ligue 1              | Olympique de Lyon   | Francia | 2008 |
| Copa de Francia      | Olympique de Lyon   | Francia | 2008 |
| Copa de la Liga      | A. S. Saint-Étienne | Francia | 2013 |